# Casa Sabater (Girona)
La Casa Sabater és una obra de Girona inclosa a l'Inventari del Patrimoni Arquitectònic de Catalunya.

## Descripció
És una construcció de planta rectangular amb tres façanes exteriors. La façana principal s'estructura a partir d'un eix central on s'hi col·loca l'accés en planta baixa, una tribuna amb ornamentacions en el segon pis i un cos més alt a la part superior. Les obertures presenten diferents reformes degut a l'obertura de locals comercials. Les balconeres del segon pis estan protegides per un senzill guardapols motllurat. La façana és estucada amb acabat llis, excepte a les cantonades i al remat superior, que és acabada amb un estucat gravat imitant carreus. A nivell del segon pis hi ha una balconada correguda que descansa sobre mènsules ornamentals. Al centre de la façana aquest balcó es converteix en una tribuna amb decoracions de caràcter modernista a la façana.